# مستشفى المحتضرين
مأوى رعاية المحتَضَرين أو مستشفى المحتضَرين أو مأوى المحتَضَرين أو مستشفى الحالات النهائية أو الرعاية النهائية (بالإنجليزية: Hospice)‏ يركز على تقديم رعاية صحية ملطفة لآلام وأعراض مرضى الحالات النهائية وتلبية احتياجاتهم النفسية والعاطفية في نهاية حياتهم. تعطي مستشفيات الحالات النهائية الأولوية للراحة وجودة الحياة عبر تخفيف الألم والمعاناة، وتوفر علاجات بديلة عن العلاجات التي تركز على تدايبر إطالة العمر التي يمكن أن تكون مجهدة وشاقة ويمكن أن تسبب أعراض أكبر أو لا تتوافق مع أهداف المريض.
في الولايات المتحدة الرعاية النهائية هي ممارسات نظام التأمين ميديكير ومقدمي أنظمة التأمين الصحية الأخرى، التي تتولى تكاليف الرعاية النهائية للمرضى المقيمين أو المنزليين الذين يُتوقع أن يعيشوا ستة أشهر أو أقل. تتطلب الرعاية النهاية تحت نظام التأمين ميديكير توثيقا من طبيبين يُقدِّران أن المريض تبقى له أقل من ستة أشهر ليعيشها إذا اتبع المرض مآله المعتاد. تشمل فوائد الرعاية النهائية الحصول على رعاية متعددة التخصصات من فريق متخصص في رعاية نهاية العمر ويمكن الحصول عليها في المنزل، مرافق الرعاية طويلة الأمد، أو المستشفى.
خارج الولايات المتحدة، يرتبط المصطلح أساسا مع بنايات مخصصة أو مؤسسات تتخصص في هذا النوع من الرعاية النهائية. تقدم مثل هذه المؤسسات رعاية مماثلة في نهاية العمر، لكن يمكن أن تكون متوفرة كذلك لمرضى لهم احتياجات تلطيفية أخرى غير نهائية. تشمل الرعاية النهائية مساعدة عائلات المرضى ومعاونتهم على التأقلم مع ما يحدث وتقديم الرعاية والدعم لإبقاء المريض بالمنزل.